# Мон (штат)
Мон (бирм. မွန်ပြည်နယ် — Мун, мон. တြဳႝရးဍဳင္မန္၊ ရးမညေဒသ) — национальный округ в Мьянме. В прошлом — государство и историческая область. С юго-запада к морю, с севера граничит с национальной областью Карен, граничит также с административными областями Танинтайи и Пегу, и с Таиландом. В территорию входит также ряд островов в Андаманском море. Административный центр — город Моламьяйн. Население 3 035 435 человек. Плотность населения — 247,65 чел./км². Большинство населения составляют моны, живёт также некоторое количество бирманцев, пао и каренов, многие живут изолированно и не говорят на бирманском языке. Подавляющее большинство населения исповедуют буддизм.

## История
Предположительно, моны заселили Нижнюю Бирму ещё в 1500 до н. э.
Первое царство, упомянутое в документах, было Суваннабхуми со столицей в Татоне, основано в 300 до н. э. Около 200 до н. э. моны приняли буддизм тхеравады. Монские царства расцветали вплоть до 1000 н. э., когда с севера пришли другие народы. Постепенное нашествие бирманцев и таи теснили царства Мон, пока последнее независимое царство не пало в 1757 под натиском бирманцев.
В 1824 англичане основали колонию в Нижней Бирме, захваченной после окончания Второй англо-бирманской войны. В этой войне моны помогали британцам, надеясь на обещания самостоятельности после поражения Бирмы. Сотни тысяч монов, бежавших до этого в Сиам, вернулись в свою страну после прихода ко власти англичан. Однако обещание восстановить монское царство не было выполнено.
В 1947 моны добивались самоопределения при создании независимого Бирманского Союза, однако премьер-министр У Ну отказал, сказав, что отдельных прав для монов не предусмотрено. Бирманская армия вошла в монские регионы и установила силой свои порядки, после чего началась гражданская война. Сепаратистски настроенные моны организовали Монский народный фронт, который потом реорганизовался в Новую партию Монского государства (НПМГ) в 1962. C 1949 восточные склоны гор и часть округа Тенассерим оставались под контролем НПМГ и Фронта национального освобождения монов (ФНОМ). Кроме того, ФНОМ воевал против каренов за контроль над участком границы, обеспечивающим выход в Таиланд.

Флаг партии штата Мон

В 1974, частично уступив требованиям сепаратистов, правительство организовало монский национальный округ на стыке округов Тенассерим, Пегу, и Иравади. Сопротивление продолжалось до 1995, пока НПМГ и ГСВЗП не договорились о прекращении огня в 1996, тогда была организована Лига монского единства. Однако монские активисты утверждают, что войска ГСВЗП продолжали операции в нарушение соглашения о перемирии.　
Ситуация с правами человека в Монском округе не улучшилась. Международные организации регулярно обращаются к правительству Мьянмы по причине постоянных нарушений прав человека в Монском округе, включая принудительные работы, наказания без суда, принудительное переселение населения, конфискацию имущества, а иногда откровенные грабежи.

## Население
Моны (талайн) — народ, живущий на юге Бирмы и на юго-западе Таиланда. Язык относится к мон-кхмерской семье языков; имеется письменность, восходящая к VI веку н. э. По религии буддисты, у них сложились ранние государства (Дваравати и др.).
С конца 1-го тыс. н. э. в страну Мон с севера проникли бирманцы, уничтожившие в середине XVIII века монское государство Дваравати. Моны оказали большое культурное влияние на бирманцев. Часть монов в Бирме была ассимилирована бирманцами и каренами.

## Административное деление
Штат состоит из двух округов, которые поделены на десять районов.

### Округа
1. Моламьяйн
2. Татхоун

### Районы
1. Билин (Bilin)
2. Чаунзоун
3. Чаймаро (Kyaikmaraw)
4. Чайтхо
5. Моламьяйн
6. Мудоун
7. Паун (Paung)
8. Танбьюзая
9. Татхоун
10. Е

## Экономика
В национальной области Мон имеются месторождения природного газа, поэтому на его развитие идут большие зарубежные инвестиции.

## Важнейшие достопримечательность
1. Пагода Чайттийо, содержащая волос Будды, построена на покрытом золотом камне, балансирующем на уступе скалы. По легенде, волос Будды предохраняет камень от падения.
2. Татон — бывшая столица древнего монского царства, построенная задолго до Пагана.
3. Мемориал жертвам войны Тханбьюзаят — соединён мостом с рекой Квай.